# Sonar
Sonar (av engelska sound navigation and ranging) är en teknik som använder ljudets fortplantning för att få information om förekomst och avstånd till objekt i omgivningen. Tekniken används ofta i vatten för fiske eller för upptäckande av farkoster, på ubåtar i någon mån för navigering. Använder man tekniken i luft kallas den för sodar.

## Aktiv sonar

Principen för en aktiv sonar

Aktiv sonar åstadkommer en ljudpuls och lyssnar efter en reflektion (ett eko) av denna puls. För att mäta avståndet till föremålet mäter man tiden från utsändning av pulsen till mottagning av ekot. Om man också vill veta i vilken riktning föremålet befinner sig sänder man ut pulser från flera olika platser och mäter tidsskillnaden för ekon från de olika platserna. 

### Fiskesonar

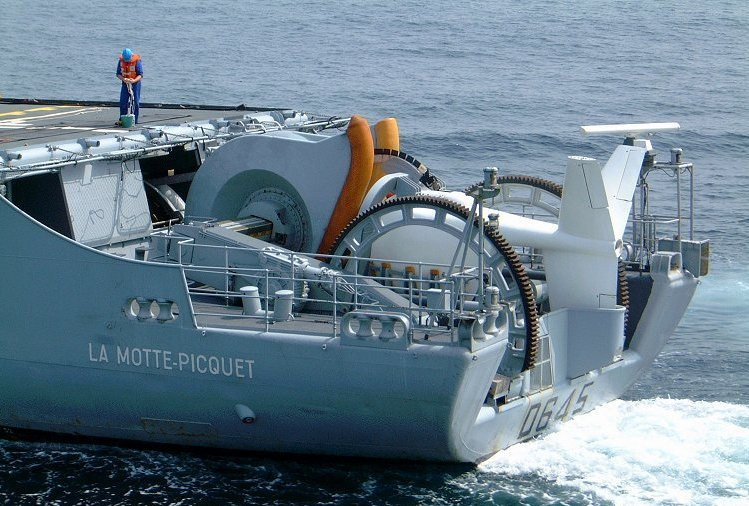
Släpsonar ombord en fransk fregatt

Fiskesonarer finns i storlekar från lämpliga för skärgårdsfiske till anläggningar för oceangående trålare, med räckvidder på flera tusen meter. Enklare anläggningar har en givare, vanligtvis innesluten i en vattentät PVC-kapsling, som elektromekaniskt går att vrida både i vertikalled och horisontalt. Signalen omvandlas till en bild på en CRT-skärm, där fiskaren kan uttyda var det inom räckvidden finns fiskstim eller enskilda större fiskar. Avancerade sonaranläggningar har en givare som kan vara uppåt 1 m i diameter. De aktiva elementen är med stor precision installerade längs ytan av en mässingsram, formad som ett halvklot, så att det finns element mycket tätt i alla riktningar kring den nedre halvsfären. Allt detta inneslutet i ett skydd av någon konstfiber. Anläggningens processor styr signalen så att den "roterar" från element till element i vilken riktning man önskar under vattnet. Bilden på skärmen kan framställas som profilgenomskärning eller radialbild som en radar, eller rentav i perspektiv så att man får en tredimensionell uppfattning om vad som försiggår under kölen. dessutom kan den, om anläggningen är kopplad till GPS-navigator eller gyrokompass och logg, visa fartygets läge relativt till objektet och rita upp kurs och plotta var det har passerat. Fiskesonarer fungerar i frekvensområdet mellan cirka 20 kHz och 200 kHz. Effekter finns från några hundra watt till 5 à 10 kw. En aktiv sonar kan användas också för att mäta avståndet till bottnen, då kallas det ekolodning.

### Forskningssonar
För vetenskapliga undersökningar och sökande efter försvunna föremål på havsbotten används en så kallad side-scan sonar. Då sitter det två givare riktade rätt ut åt sidorna, obetydligt nedåt (justerbart) på var sin sida om en anordning som bogseras genom vattnet, bara ett litet stycke över botten. Bilden visar då om något stort föremål skuggar sikten åt sidorna.

### Sonarer och havslevande djur
Vissa marina däggdjur, som t.ex. valar, använder sig av ekolokalisering, som liknar aktiv sonar, för att lokalisera byten och rovdjur. Man befarar att dessa djur kan bli förvillade av människans sonarer, så att de tappar orienteringen eller missar ett byte. 
Sonarer som utnyttjar hög effekt kan påverka djur som lever i havet. Sonarer med låg effekt kan vara till hjälp för djuren genom att förvarna dem om ankommande båtar.

### Sidescan sonar
Utrustningen släpas efter ett fartyg nära botten och genererar bilder genom horisontella ekon. Man får således en bild som visar profilen sedd från sidan av föremål på havsbotten. Sidescan Sonar finns även utrustade för att kunna se ned i bottensedimentet. Utrustningen fungerar mycket bra för att lokalisera föremål som är mycket gamla och därför begravts helt eller delvis i bottensedimentet.

## Passiv sonar
Passiv sonar lyssnar utan att sända och kallas hydrofon. De används huvudsakligen av militären och i viss mån i vetenskaplig forskning. Passiva sonarsystem används för att upptäcka, lokalisera och klassificera fartyg. 